# 山口学
山口 学(やまぐち まなぶ、1985年11月25日 - )は、茨城県稲敷市出身のトランポリン競技選手である。

## 経歴
姉が習っていた影響もあり、3歳の頃から江戸崎スポーツクラブでトランポリンを習い始める。11歳の時にカナダで開催された世界年齢別大会に出場し、シンクロで銀メダルを獲得。1999年に開催された世界年齢別大会では個人で銀メダル、シンクロで金メダルを獲得し、日本体操協会が認定する2012年、2016年のオリンピック強化指定選手に選ばれる。
大学からは名門の金沢学院北國クラブに練習環境を移し、2006年全日本年齢別大会で優勝を果たす。2007年には世界選手権の日本代表に選ばれ、翌年のW杯フランス大会ではシンクロで伊藤正樹選手とペアを組み金メダルを獲得する。2013年にブルガリアで行われた世界選手権で上山容弘選手とペアを組み金メダルを獲得。翌2014年、アパホテル株式会社と初めてとなるアスリート契約を開始。全日本選手権では岸大貴選手とのペアで優勝。また、前年の世界選手権の金メダル獲得により2014年度の上月スポーツ賞を受賞。2015年の川崎市長杯争奪ジャパンオープン国際大会での銅メダル獲得を最後に現役を引退。
茨城県立牛久高等学校　→　金沢学院大学　経営情報学部　→　金沢学院大学　職員　→　早稲田大学大学院　修士（スポーツ科学）　→　アパホテル株式会社（アスリート）

## 過去の成績
- 2006年 全日本年齢別選手権 個人優勝・シンクロ優勝
- 2008年
  - World Cup France シンクロ優勝
  - JOCジュニアオリンピックカップ　個人優勝
- 2009年 World Cup Belgium シンクロ3位
- 2010年
  - 都道府県対抗選手権 個人優勝
  - World Cup Russia 個人3位[4]
- 2013年 世界選手権　シンクロ優勝[4]
- 2014年 全日本選手権　シンクロ優勝

- 2007年・2010年・2013年・2015年 世界選手権日本代表